# Етанолопровід Убераба – Паулінія
Етанолопровід Убераба — Паулінія — бразильський продуктопровід, призначений для транспортування в напрямку узбережжя етанолу, виробленого в сільських районах південно-східних штатів.
На початку 21-го століття в Бразилії набуло активного розвитку виробництво біоетанолу, який призначався для використання як моторне паливо. Це було пов'язано зі статусом країни як провідного виробника цукрової тростини. Транспортування виробленого продукту традиційно відбувалося в цистернах, оскільки йому властива підвищена корозійна активність, що пошкоджує трубопроводи. Проте коли мова пішла про обсяги перевезень у мільйони тон, виник проект створення спеціальної трубопровідної системи. Вона повинна була починатись у збірних пунктах штатів Мінас-Жерайс та Сан-Паулу, а за кінцеві точки обрали центри споживання етанолу в тому ж Сан-Паулу та Ріо-де–Жанейро. Довжина системи анонсована у 850 км. Існують також плани довести її загальну протяжність до 1300 км. Повна потужність трубопроводу планується на рівні 21 млн.м3 на рік. Можливо відзначити, що бразильський етанолопровід став одним із перших у світі та першим такої великої протяжності.
Будівництво продуктопроводу відбувається поетапно. Першою у 2011 році почали роботи на ділянці довжиною 209 км та діаметром 600 мм між приймальним терміналом в Рібейран-Прету та нафтопереробним заводом у Паулінія (обидва пункти в штаті Сан-Паулу, тільки перший розташований далі від узбережжя). Для її спорудження аргентинська компанія Tenaris поставила спеціальні труби, здатні витримувати агресивне середовище етанолопроводу. Ділянку ввели в експлуатацію у 2013 році та перейшли до реалізації другого етапу, на якому Рібейран-Прету з'єднають з приймальним терміналом в Убераба (штат Мінас-Жерайс) за допомогою 145 км трубопроводу діаметром 500 мм.
В подальшому планується розвиток етанолопроводу в обох напрямках — на північ до штату Гояс та до Баруері і Гуарульюс в штатах Сан-Паулу та Ріо-де-Жанейро. Окрім забезпечення внутрішнього споживання, передбачається також експорт доставленого по системі етанолу через морські термінали.